# Cirice
"Cirice" (/səˈriːs/, Inglês antigo: [ˈtʃiritʃe]; 'igreja') é uma canção da banda de rock sueca Ghost. A faixa foi lançada como o primeiro single do terceiro álbum de estúdio do grupo, Meliora. A música alcançou o número 4 na parada Mainstream Rock Songs e ganhou o Grammy de Melhor Performance de Metal em 2016.
"Cirice" é destaque no setlist do videogame Rock Band VR.

## Antecedentes e lançamento
"Cirice" foi originalmente concebida em conjunto com "Devil Church", que foi sua abertura, como um instrumental de nove minutos muito sombrio sem refrão. Com a ajuda do produtor Klas Åhlund, um refrão se materializou e as duas partes foram divididas.
"Cirice" foi lançado como um download gratuito do site oficial da banda em 30 de maio de 2015. Foi tocada pela primeira vez ao vivo no show de 3 de junho de 2015 em sua cidade natal de Linköping. Um CD-single unido música do Lado B "Absolution" foi lançado em 31 de julho de 2015 exclusivamente em lojas de discos independentes nos Estados Unidos. Chad Childers, da Loudwire, observou a faixa como "construindo tensão e peso à medida que progride". A música foi tocada ao vivo no The Late Show with Stephen Colbert em 31 de outubro de 2015, marcando a primeira aparição da banda na televisão americana. A arte do single é uma referência a O Silêncio dos Inocentes.

## Videoclipe
O videoclipe da música, dirigido por Roboshobo, foi inspirado no filme Carrie, de 1976. O vídeo mostra a banda em idade escolar tocando a música em um show de talentos da escola, com um garoto interpretando Papa Emeritus III (com pintura facial Papa Emeritus II). Enquanto ele canta a música, ele está focado em uma garota na multidão com os dois compartilhando algum tipo de conexão psíquica. Quando a música chega ao clímax, o diretor tenta tirar o garoto do palco. A garota com raiva se levanta e revela poderes psíquicos semelhantes à Carrie, forçando mentalmente o diretor a liberar o menino e, em seguida, usando seus poderes aleatoriamente no resto da multidão. As pessoas correm do auditório gritando, enquanto a garota continua sorrindo. Eventualmente, o diretor consegue desconectar o amplificador da banda e acaba com a loucura. Depois que a música termina, um homem e uma mulher, presumivelmente os pais do menino, se levantam e torcem para a banda com alegria.

## Recepção
"Cirice" alcançou o número 4 na parada Mainstream Rock Songs da Billboard. Loudwire colocou a música em segundo lugar em sua lista das 20 Melhores Músicas de Metal de 2015. "Cirice" e seu videoclipe foram indicados para Melhor Canção de Metal e Melhor Vídeo de Metal no Loudwire Music Awards de 2015.
A música ganhou o Grammy de Melhor Desempenho de Metal em 2016. Um membro da banda disse que quando recebeu a mensagem de texto informando-o da indicação, ele assumiu que era para um Grammis, que é considerado o equivalente sueco aos prêmios americanos e que o Ghost já ganhou no passado.

## Lista de músicas
| N.º | Título                                        | Duração |  |
| 1.  | "Cirice"                                      | 6:02    |  |
| 2.  | "Absolution" (Apenas em versão de CD dos EUA) | 4:51    |  |

## Paradas
| Parada (2015)                       | Posição alcançada |
| ----------------------------------- | ----------------- |
| Mainstream Rock dos EUA (Billboard) | 4                 |
| Rock Airplay dos EUA (Billboard)    | 27                |

## Certificações
| Região                                              | Certificação | Unidades/vendas certificadas |
| --------------------------------------------------- | ------------ | ---------------------------- |
| Estados Unidos(RIAA)                                | Ouro         | 500,00*                      |
| *Número de vendas+streaming baseado no certificado. |              |                              |

## Pessoal
- Papa Emeritus III - vocais
- Nameless Ghouls - todos os instrumentistas: guitarrista principal, baixista, tecladista, baterista, guitarrista rítmico
- David M. Brinley - arte do single